# Neoplagiaulax
Neoplagiaulax és un gènere extint de mamífers multituberculats de la família dels neoplagiaulàcids que visqueren a Europa i Nord-amèrica des del Cretaci superior fins al Paleocè superior, fa entre 56,2 i 72,2 milions d'anys. Se n'han trobat restes fòssils al Canadà, els Estats Units i França. Eren ptilodontoïdeus menuts, amb les quartes dents premolars inferiors (p4) dotades de corones baixes. Aquesta morfologia de les dents els servia per tallar els aliments. El nom genèric Neoplagiaulax significa ‘nou Plagiaulax’.